# Epicauta cicatrix
Epicauta cicatrix är en skalbaggsart som beskrevs av Werner 1951. Epicauta cicatrix ingår i släktet Epicauta och familjen oljebaggar. Inga underarter finns listade i Catalogue of Life.